# Systeam
Die Systeam AG ist ein Großhändler für Informations- und Kommunikationsprodukte aus dem oberfränkischen Ebensfeld in Bayern.

## Geschichte
Die Systeam GmbH wurde 1985 zunächst als Ingenieursgesellschaft im bayerischen Ebensfeld gegründet. Im Jahr 1990 wurde das Geschäftsfeld vom Systemhaus zum Großhandel geändert. Nach weiteren fünf Jahren erfolgte die Fokussierung der Distribution auf den Bereich Drucker, Zubehör und Verbrauchsmaterial. Später vergrößerte das Unternehmen sich durch Zusammenschlüsse mit der DOBTEC GmbH 2001 und der Printec Distribution AG Hainburg 2004. Zudem eröffnete Systeam 2004 eine Niederlassung in der Schweiz, 2011 folgte die Expansion nach Österreich. Durch den Kauf der Despec Nordic Holding A/S im Juni 2018 erweiterte sich das Verkaufsgebiet um Dänemark, Schweden, Norwegen, Finnland und Island. Das Unternehmen wurde bereits mehrfach mit dem Wirtschaftspreis Bayerns Best 50 ausgezeichnet.

## Strukturen
Die Konzernbilanz 2021 führt die nachfolgenden Unternehmen im überwiegenden Besitz des Konzerns an:
- Systeam AG (Muttergesellschaft), Ebensfeld
- SYSTEAM Gesellschaft für Computersysteme mbH, Ebensfeld
- RM Immobilienverwaltung GmbH, Ebensfeld
- Printec Distribution AG, Hainburg
- SYSTEAM Schweiz GmbH, Näfels (Schweiz)
- SYSTEAM GmbH, Wien (Österreich)
- Despec Nordic Holding A/S 
  - Despec Denmark A/S, Lynge (Dänemark)
  - Despec Sweden AB, Jordbro (Schweden)
  - Thure Bünger AB, Alvesta (Schweden)
  - Despec Norway A/S, Sem (Norwegen)
  - Despec Finland OY, Espoo (Finnland)